# Jim Alford
Jim Alford (eigentlich James William Llewellyn Alford; * 15. Oktober 1913 in Cardiff; † 5. August 2004 in London) war ein britischer Mittelstreckenläufer.
Bei den Internationalen Studentenspielen 1937 siegte er über 800 m und über 1500 m.
1938 gewann er für Wales startend bei den British Empire Games in Sydney den Meilenlauf und wurde Vierter über 880 Yards. Bei den Leichtathletik-Europameisterschaften in Paris wurde er Siebter über 1500 m.
1948 wurde er der erste Leichtathletik-Nationaltrainer von Wales. Er betreute unter anderem die Olympiamedaillengewinner Ken Jones und Nick Whitehead und beriet den irischen Olympiasieger Ron Delany.

## Persönliche Bestzeiten
- 1500 m: 3:56,0 min, 29. August 1937, Colombes
- 1 Meile: 4:11,5 min, 12. Februar 1938, Sydney